# Fritz Wandel
Gottlob Friedrich („Fritz“) Wandel (geboren am 2. Mai 1898 in Ebersbach an der Fils; gestorben am 29. April 1956 in Reutlingen) war ein deutscher Regionalpolitiker und bereits zu Beginn des NS-Regimes aktiv im Widerstand gegen den Nationalsozialismus. Als Unterbezirksleiter des württembergischen Landesverbands („Bezirks“) der Kommunistischen Partei Deutschlands (KPD) im Verwaltungsgebiet des Oberamts Reutlingen (bzw. des späteren Landkreises) war er von 1931 bis 1933 und von 1945 bis 1948 Mitglied des Reutlinger Gemeinderates, nach der Befreiung vom Nationalsozialismus in der Funktion des Wohnungsamtsleiters zeitweilig auch einer der drei Stellvertreter des Oberbürgermeisters.
Am 31. Januar 1933 war er als Kundgebungs-Hauptredner einer der Anführer des Mössinger Generalstreiks, dem einzigen Arbeiteraufstand im Deutschen Reich gegen die „Machtergreifung“ Adolf Hitlers und dessen Partei, der NSDAP. Für seine Rolle bei dieser Aktion war er über die gesamte Dauer der NS-Diktatur der Repression durch die Machthaber ausgeliefert, zunächst formell-juristisch verurteilt in Einzelhaft (1933 bis 1937), dann auf Veranlassung der Gestapo interniert im KZ Dachau (1937 bis 1943), und schließlich im militärischen Zwangseinsatz bei der Strafdivision 999 während der letzten zwei Jahre des Zweiten Weltkriegs (1943 bis 1945).

## Leben und Wirken

### Entwicklung zu einem Repräsentanten der Reutlinger Arbeiterbewegung
Fritz Wandel stammte aus einer Arbeiterfamilie, die zunächst in Ebersbach an der Fils beheimatet war. Er war das erstgeborene von acht Kindern. Als Fritz etwa zwei Jahre alt war, zog die Familie nach Reutlingen, einer etwa 50 km südwestlich gelegenen Stadt mit aufstrebender Maschinenbau- und Textilindustrie, um.
Er galt als intelligent, musste die Schule jedoch nach dem Tod des Vaters bereits 1910 im Alter von 12 Jahren abbrechen, um mit Tagelöhnerarbeiten zum Lebensunterhalt der verbliebenen Familie beizutragen.
1916 wurde er ins Militär des Kaiserreichs eingezogen, und war Infanterist im Ersten Weltkrieg. Er geriet in Kriegsgefangenschaft, aus der er 1919 – nach dem Ende des Krieges, dem Sturz des Kaisers und der Konstituierung der Weimarer Republik in Deutschland – nach Reutlingen zurückkehrte.
In den 1920er Jahren arbeitete Wandel die meiste Zeit in der Maschinenfabrik zum Bruderhaus. Er trat der Gewerkschaft bei und wurde Mitglied der KPD. Seine rhetorische Begabung und sein starkes politisches Engagement trugen dazu bei, dass er sich bis Ende der 1920er Jahre zu einem der bedeutendsten Repräsentanten der Reutlinger Arbeiterbewegung dieser Zeit entwickelte.
1923 heiratete er Klara Wurster, die später eine Gastwirtschaft vor Ort betrieb. Aus der Ehe gingen ein Sohn (geb. 1923) und eine Tochter (geb. 1929) hervor.
Bei der Kommunalwahl im Jahr 1931 wurde der inzwischen zum Unterbezirksleiter der KPD im Oberamt Reutlingen berufene Wandel als Kandidat der KPD in den Reutlinger Gemeinderat gewählt.

### Widerstand gegen den Nationalsozialismus und KZ-Haft
Als Wandel am 30. Januar 1933, dem Tag der „Machtergreifung“ der Nationalsozialisten unter Adolf Hitler, Kenntnis vom Aufruf der KPD zum Generalstreik gegen die befürchtete Diktatur erhielt, versuchte er, diesen Aufruf in der Region zu verbreiten. Am Folgetag, dem 31. Januar 1933, wurde er von Martin Maier, dem Vorsitzenden der Mössinger KPD-Ortsgruppe, gebeten, ihn zur politischen Unterstützung des Generalstreiks nach Mössingen zu begleiten. Wandel folgte diesem Ruf und fungierte bei den folgenden Aktionen vor drei Industriebetrieben in Mössingen als Hauptredner beim Mössinger Generalstreik.
Nach der raschen Zerschlagung dieser ersten kollektiven Widerstandsaktion gegen den Nationalsozialismus an der Macht durch die von einem Firmenleiter alarmierte Bereitschaftspolizei war Wandel zur polizeilichen Fahndung ausgeschrieben. Er hielt sich für etwa fünf Wochen versteckt, bis er Anfang März 1933 entdeckt, festgenommen und in Untersuchungshaft genommen wurde. Im Oktober 1933 wurde er zu 4½ Jahren Einzelhaft verurteilt, die er in der Justizvollzugsanstalt Rottenburg „verbüßte“. Im Anschluss an diese Haftzeit galt er den Machthabern weiterhin als kommunistischer NS-Gegner und war als sogenannter „Schutzhäftling“ zunächst fünf Monate im Gestapo-Lager Welzheim interniert, bevor er von dort ins KZ Dachau verlegt wurde, wo er bis 1943 für weitere ca. sechs Jahre gefangen gehalten wurde. Nur wenige Wochen nach seiner für ihn selbst unerwarteten Entlassung aus „Dachau“ wurde Wandel – nachdem der Versuch der Gestapo, ihn (bei Nicht-Kooperation) unter Androhung von Repressionen gegen seine Familie als Spitzel in Reutlinger Widerstandskreisen anzuheuern, ohne verwertbare Ergebnisse geblieben war – bis zum Ende des Zweiten Weltkriegs bei der Strafdivision 999 zum militärischen Kriegseinsatz in die Wehrmacht des NS-Regimes gezwungen. Während dieses Einsatzes geriet er in sowjetische Kriegsgefangenschaft, aus der er in seiner Eigenschaft als Kommunist und Antifaschist bereits kurz nach der bedingungslosen Kapitulation der Wehrmacht entlassen wurde.

### Nachkriegszeit, Wiederaufbau
Nach dem Krieg und der NS-Diktatur war Wandel zwischen Ende 1945 und 1948 erneut Reutlinger Gemeinderatsmitglied für die KPD. Als „Dritter Stellvertreter“ des neuen, zunächst von der französischen Militärverwaltung kommissarisch eingesetzten (später von der Einwohnerschaft gewählten) Oberbürgermeisters Oskar Kalbfell (SPD) und Leiter des Wohnungsamtes war er an entscheidender Stelle am Wiederaufbau der Demokratie in der unter französischer Besatzung stehenden Stadt Reutlingen beteiligt.
Noch 1945 versuchte Wandel die Zeit als Häftling unter dem Nationalsozialismus aufzuarbeiten, indem er seine Erfahrungen aus dem KZ niederschrieb, und bei verschiedenen öffentlichen Veranstaltungen im Raum Reutlingen zwischen Oktober und Dezember 1945 zum Vortrag brachte. Diesen Zeit- und Augenzeugenbericht veröffentlichte er 1946 in seinem Buch Ein Weg durch die Hölle ... Dachau – wie es wirklich war. Es war eine der ersten literarischen Nachkriegsdokumentationen über das Konzentrationslager Dachau, die von einem ehemaligen Häftling aus diesem Lager publiziert wurden. Als Mitglied der internationalen Lagergemeinschaft der überlebenden Dachauer Häftlinge unterzeichnete er den Schwur von Buchenwald und initiierte im Jahr 1947 zusammen mit Albert Fischer, einem ehemaligen Häftling des KZ Buchenwald, und Emil Bechtle, einem Bruder der kommunistischen Widerstandskämpfer Reinhold und Wilhelm Bechtle, die Gründung des Reutlinger Kreisverbandes der Vereinigung der Verfolgten des Naziregimes (VVN), dessen erster Vorsitzender Wandel war.
1948 trat er krankheitsbedingt von seinen politischen Ämtern zurück und arbeitete noch einige Jahre als Angestellter der Reutlinger Friedhofsverwaltung. In Wandels Tätigkeitszeit dort fällt die im Jahr 1952 mit durch ihn angeregte Errichtung eines Mahnmals für die Opfer des Nationalsozialismus in Reutlingen an jener Stelle auf dem Friedhof unter den Linden, an der 128 ums Leben gekommene Zwangsarbeiter aus verschiedenen Ländern Europas, die in Reutlinger Arbeitslagern interniert waren, verbrannt worden waren. Bis in die Gegenwart finden bei dem Mahnmal jährlich am Totensonntag Gedenk- und Mahnveranstaltungen des regionalen VVN-BdA-Kreisverbandes statt.
Fritz Wandel starb wenige Tage vor seinem 58. Geburtstag Ende April 1956.

## Publizistisches Werk
- Ein Weg durch die Hölle ... Dachau – wie es wirklich war,  Reutlinger Zeitungs-Vertrieb, später Verlag Oertel & Spörer, Reutlingen 1946 (Datensatz im Katalog der Deutschen Nationalbibliothek)

Zitat aus dem redaktionellen Vorwort des Buches:
„Nach seiner Rückkehr aus der russischen Kriegsgefangenschaft gab der frühere kommunistische Stadtrat Fritz W a n d e l - Reutlingen im November 1945 in der überfüllten Bundeshalle in Reutlingen und in zahlreichen Orten der Nachbarschaft einen erschütternden Bericht über seine Erlebnisse im KZ Dachau, in dem er 5 1/2 Jahre als politischer Häftling 'Verbrachte, nachdem er vorher 4 1/2 Jahre im Gefängnis durchlitten hatte. In den „Mitteilungen der Militärregierung in Reutlingen“, im „Schwäbischen Tagblatt“ und in anderen Zeitungen erschienen ausführliche Besprechungen dieses Tatsachenberichts. Seitdem wurde aus den Kreisen der Zuhörer in steigendem Maße das Verlangen laut, der Bericht möchte in der durch seine Schlichtheit erschütternden ursprünglichen Form, wie er gehalten wurde, gedruckt und verbreitet werden, da jeder Deutsche diesen Dingen ins Auge sehen und sich ernstlich mit ihnen auseinandersetzen müsse. In Erfüllung dieses Wunsches wird nachfolgend der Bericht vorgelegt.“